# Hypsiforma bicolor
Hypsiforma bicolor là một loài bướm đêm trong họ Noctuidae.